# Besucherbergwerk Schmittenstollen
Der Schmittenstollen ist ein historisches Quecksilberbergwerk. Er liegt auf dem Lemberg in der Gemarkung Niederhausen in Rheinland-Pfalz. Abgebaut wurde Zinnobererz, aus dem Quecksilber gewonnen wurde.

## Geschichte

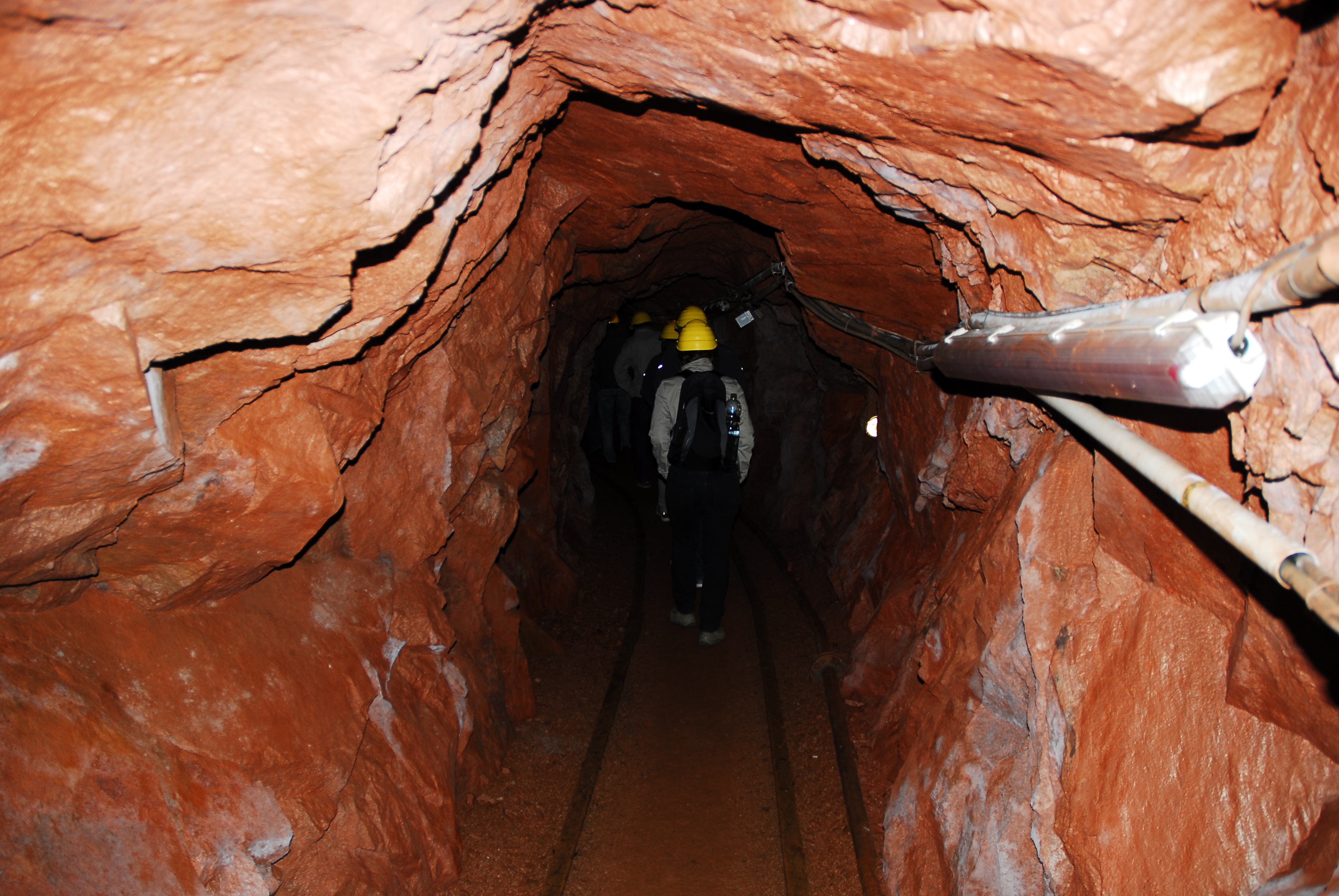

Der Schmittenstollen wurde 1438 erstmals urkundlich erwähnt, als Pfalzgraf Stephan Frankfurter Bürger mit dem Bergwerk belieh. Allerdings gibt es Hinweise, dass bereits zur Zeit der Römer und Kelten nach Cinnabarit geschürft wurde. Einer dieser Hinweise ist ein Merkur-Tempel auf dem Lemberg. Quecksilber steht bereits seit der Antike für den Planeten und Gott Mercurius. Die Merkurstatue ging im Zweiten Weltkrieg verloren.
Es lassen sich drei Abbauperioden festhalten, die sich vom 15. bis 17. Jahrhundert, vom 18. bis zum Anfang des 19. Jahrhunderts und in den 1930er Jahren erstrecken.
Der Schmittenstollen gehörte zu einem Verbund dreier Bergwerke, Drei Züge genannt. Neben dem Schmittenstollen zählten der St. Martinszug und Treue Zuversicht dazu. Alle drei Bergwerke zusammen verfügten über ca. 15 km an Stollen- und Streckenlänge sowie 100 m an Schächten. Der mit 60 m wohl tiefste Schacht (Maschinenschacht) verband den Schmittenstollen mit dem Karlsglückstollen, über welchen die Erze zu Tage gefördert wurden. Die Erze wurden per Seilbahn ins Tal und weiter mit LKWs zur Quecksilberhütte nach Obermoschel gebracht, wo sie verarbeitet wurden. Die Förderung wurde am 15. Mai 1939 eingestellt. Die letzte Betriebsperiode endete 1942 mit Bergsicherungsmaßnahmen, die das Mundloch verschlossen.
Im Jahr 1976 fanden erste Aufwältigungsarbeiten statt. 1981 konnte der Schmittenstollen für Besucher geöffnet werden. Das Besucherbergwerk wurde bis 1992 vom „Bergwerksverein Lemberg e.V.“ betrieben. Der Verein beschäftigt sich auch mit sämtlichen anderen Bergwerken am und um den Lemberg.

### Förderung
- 1795: 2.910 Pfund (am gesamten Lemberg)
- 1935: 2.521 t
- 1936: 4.200 t
- 1937: ~10.000 t[2]

### Belegschaft
- 19. Jahrhundert: bis zu 100 Mann
- 1935: 22 Mann
- 1936: 53 Mann
- 1937: 53 Mann
- 1938: 53 Mann[2]